# Mihăiești, Cluj
Mihăiești (în trecut Sânmihaiu, în maghiară Nádasszentmihály) este un sat în comuna Sânpaul din județul Cluj, Transilvania, România.
Altitudinea medie este de 446 m. 

## Localizare
Se situează în partea nordică a teritoriului administrativ al comunei Sânpaul, pe drumul național 1F.

## Demografie
Populația este majoritară de etnie română, în număr de 295 de locuitori.

## Istoric
Satul a fost menționat pentru prima dată într-un document din 1283 cu numele Zent Mihalytelke.
În Evul Mediu satul aparținea familiei Mikola, apoi domeniului latifundiar Almaș. 

## Bibliografie

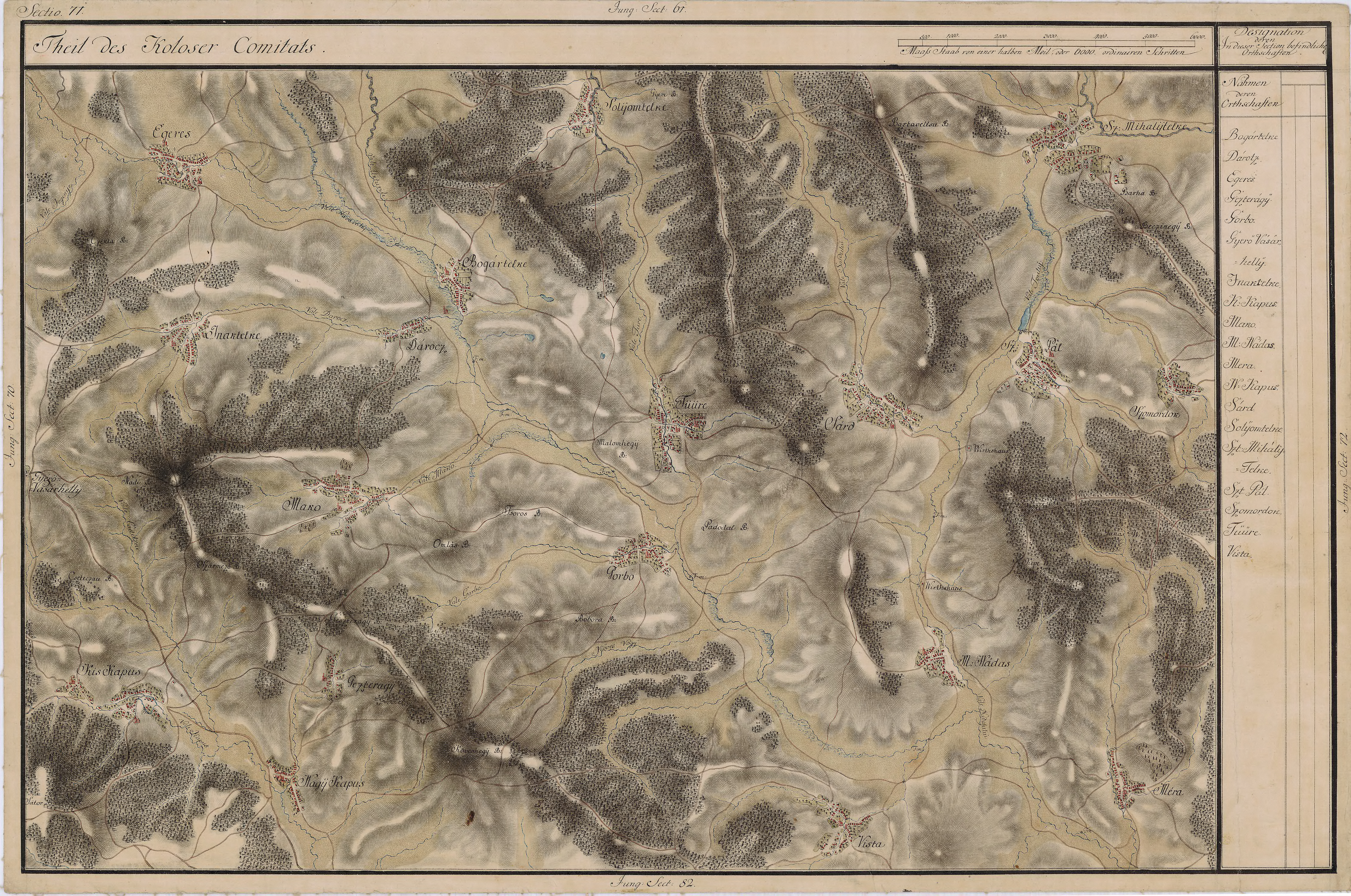
Mihăieși ("Sz. Mihalÿtelke") pe Harta Iosefină a Transilvaniei, 1769-1773

## Vezi și
- Biserica de lemn din Mihăești